# Władimir Galczenko
Władimir "Wowa" Galczenko (ur. 15 sierpnia 1987 w Penzie w Rosji), rosyjski żongler specjalizujący się z Olgą Galczenko w żonglerce dwuosobowej. Posiadają wspólnie kilka rekordów świata w żonglerce. Sam Wowa posiada również wiele rekordów w żonglerce samodzielnej maczugami. W mistrzostwach świata WJF (World Juggling Federation) zajmuje od paru lat czołowe miejsca, w roku 2006 zajął wyjątkowo drugie miejsce w maczugach za Thomasem Dietzem.